# Vicenç Acuña
Pour les articles homonymes, voir Acuña.
Vicenç Acuña est un compositeur espagnol, né le 21 septembre 1946 à Huelva (Espagne). 

## Biographie
Il réside à Barcelone depuis 1947. Son premier contact avec la musique a eu lieu à l'Escolania de La Mercè et à la section infantile de l'Orfeó Català, où il a étudié le solfège avec les maîtres Antoni Pérez Moya, Pérez Simó et Joan Tomàs. Plus tard il a entrepris des études musicales au Conservatoire municipal de musique de Barcelone avec comme maîtres Xavier Montsalvatge, Antoni Ros-Marbà et Enric Ribó. Il a obtenu les diplômes de composition et de direction d'orchestre.
Il travaille comme professeur d'harmonie au Conservatoire municipal de musique de Barcelone (1977-1993) et de contrepoint (depuis 1993). Il se consacre principalement la composition de musique classique. Dans le domaine des sardanes, il a obtenu divers prix avec des œuvres d'un style et d'une technique toute personnelle.

## Prix
Il a reçu différents prix au cours de sa carrière, entre autres, le Prix Asturias (1978), celui de la Ciudad Ibagüe de Colombie (1981) ou celui d'Antoni Soler de la Généralité de Catalogne (1983).

## Œuvres
- Cançó dels tres Reis (1972).
- Suite clásica (pour orchestre, 1972).
- L'home que llaura (pour chœur et orchestre, 1972).
- Quintet II (musique de chambre, 1974).
- Ocells perduts II (pour quatre guitares, 1976).
- Dessobre la Terra (1976)
- Idil·li (pour deux guitares, 1977).
- Alliberació (1978).
- Canción de cuna (pour chœur, 1978).
- Reaccions (pour piano, 1979).